# سارلاند
سارلند أو زَارلَند (بالألمانية: Saarland) هي إحدى ولايات ألمانيا الستة عشر. عاصمتها هي مدينة ساربروكن. تبلغ مساحة الولاية نحو 2,568.65 كلم² فيما يبلغ عدد السكان 1,045,000 نسمة. وتعد ولاية زارلند أصغر ولايات ألمانيا باستثناء برلين وهامبورغ وبريمن وهي مدن تمثل ولايات في حد ذاتها.

## التاريخ
كون زارلند على الحدود بين فرنسا وألمانيا أعطاها تاريخا خاصا. لم يكن لها وجود ما حتى خلقها من طرف عصبة الأمم بعد الحرب العالمية الأولى. قبل ذلك، كانت أجزاء منها في بروسيا وأجزاء أخرى في بافاريا. سكانها قرروا الانضمام إلى ألمانيا خلال استفتاء عام 1935.

### ما قبل الحرب العالمية الأولى
لم يكن للمنطقة المستقلة لزارلند وجود ما قبل عام 1919. في القرن الأول ما قبل الميلاد، جعلت الإمبراطورية الرومانية من زارلند جزءا من إقليمها بلجيكا. فاختلط السلتيك مع المهاجرين الرومان. انتهى حكم الرومان في القرن الخامس الميلادي بعد غزو الإفرنج لها. خلال الألف وثلاث مائة سنة التي تلت، تقاسمت تاريخ المنطقة، كل من مملكة الإفرنج والإمبراطورية الكاروليجية والإمبراطورية الرومانية.
في 31 يوليو عام 1870، أمر الإمبراطور الفرنسي نابوليون الثالث بغزو المنطقة عبر نهر الزار للسيطرة على مدينة ساربروكن. أول طلقة نار في الحرب بين فرنسا وبروسيا لعامي 1870 و1871، أطلقت في جنوب مدينة ساربروكن. خلال هذه الحرب، تأسست الإمبراطورية الألمانية وكانت زارلند جزءا منها.

### ما بين الحربين
في عام 1920، كانت فرنسا وبريطانيا تحتلان إقليم زارلند بموجب معاهدة فرساي 1919. ميدانيا، كانت فرنسا هي التي تدير شؤون المنطقة. وفي نفس العام، جعلت كل هذه المسائل رسمية بموجب قرار لعصبة الأمم تدوم صلاحيتة خمسة عشر سنة. في عام 1933، فر العديد من الشيوعيين ومعارضي الاشتراكية الوطنية إلى منطقة زارلند. وذلك لكونها المنطقة الألمانية الوحيدة التي توجد تحت حكم أجنبي بعد الحرب العالمية الأولى. ونتيجة لذلك، نشطت مجموعات ضد النازية مطالبة ببقاء زارلند تحت الإدارة الفرنسية، ولكنه بما أن أعظم سكان الإقليم هم ألمانيون من حيث الأصل وحاملون لأحاسيس عميقة مضادة لفرنسا، لوقيت هذه النشاطات بكثير من الشك إلى حدود التخوين وقليل من المساندة.

### ما بعد الحرب العالمية الثانية
من سنة 1947حتى سنة 1956، كانت زارلند مستعمرة فرنسية. عادت إلى ألمانيا بموجب استفتاء عام 1955. إحدى طائرات البوينغ المملوكة من طرف شركة لوفتهانزا كان اسمها زارلند. عانت الولاية من نزاعات حدودية ألمانية فرنسية عدة. آخرها كان بعد انتهاء الحرب العالمية الثانية عندما هزمت ألمانيا، فقد وضعت الولاية تحت الإدارة الفرنسية إلى حين إجراء استفتاء أظهر رغبة غالبية سكان الزارلند بالانضمام إلى ألمانيا وليس إلى فرنسا أو حتى الاستقلال التام.

## الجغرافيا
تقع زارلند في جنوب غرب ألمانيا. يحد الولاية كل من فرنسا ولوكسمبورغ وولاية راين لاند بفالتس الألمانية.
اسم الولاية يأتي من نهر الزار، الذي يمر فيها.

## التقسيم السياسي وأهم المدن
تقسم الولاية إلى 6 دوائر. اكبرها ساربروكن هي أكبر مدينة بالولاية، ويناهز عدد سكانها ال 150 ألف نسمة.
وكغيرها من مدن ألمانيا تضم المدينة الكثير من جنسيات العالم، كما تحتوي على عدد كبير من الجالية العربية، وبها الجمعية الإسلامية بزارلند.

## الاقتصاد والتعليم والبنية التحتية
اقتصاد الولاية يعتمد بالأساس على صناعة الحديد والصلب والتعدين ومواد البناء والزراعة. شركة المواد الصحية فيلوري & بوش تتخذ من زارلند مقرا لها.
عرفت كذلك بجامعتها المسماة جامعة الزارلند, بحرمها الجامعي في مدينة ساربروكن, وبه تقريبا كافة الاختصاصات من هندسة وكيمياء وصيدلة وبيولوجيا وآداب،أما الحرم الجامعي الثاني فهو بمدينة هومبورج خاص بطلبة الطب وطب الأسنان وجزء من أقسام الصيدلة.
يوجد في ساربروكن مطار دولي، كما أن الولاية مرتبطة بالمدن الكبيرة القريبة كباريس وماينز بخطوط قطارات وطرق سريعة مباشرة.

## المطبخ والعادات
زارلند: ولاية ألمانية تعيش على الطريقة الفرنسية وتفخر بمزجها للثقافة الفرنسية أيضاً.
الطعام الجيد هو شغل سكان ولاية زارلند الشاغل، كما أن التأثير الفرنسي يبدو جلياً في الوقت الحاضر خاصة في المطبخ، بل إن التأثير تجاوز المطبخ ليطال أسلوب الحياة بأسرها.

## مواقع إلكترونية
- الموقع الرسمي